# William Peddie
William Peddie   (Papa Westray (Illes Òrcades), 31 de maig de 1861 - Ninewells, 2 de juny de 1946) va ser un físic i matemàtic escocès, conegut pels seus treballs en la visió dels colors i en electricitat molecular.

## Vida i Obra
Peddie va néixer en una de les més septentrionals illes Òrcades. Fa fer els seus estudis secundaris a Kirkwall, al mateix arxipèlag i, el 1880, va ingressar a la universitat d'Edimburg on va estudiar matemàtiques amb George Chrystal i física amb Peter Guthrie Tait. En graduar-se, va passar a ser l'assistent de Tait amb qui va treballar molt estretament i per qui va mantenir sempre una gran admiració. Va obtenir el doctorat el 1888 i va ser nomenat professor titular el 1892.
El 1907 va ser nomenat catedràtic de física del University College de Dundee (actual Universitat de Dundee, però aleshores depenent de la universitat de St Andrews). Va ocupar la càtedra fins al 1942 en que es va retirar.
A més de publicar llibres de text per les seves assignatures, Peddie va fer recerca en la teoria de la visió dels colors i en dinàmica molecular. En el primer camp va ser un dels exponents de la teoria tricromàtica de la visió humana. En el segon camp, el 1913, va exposar una original teoria de l'estructura atòmica.